# 林耀興
林耀興（1959年10月17日—），中華民國（台灣）醫師及政治人物，曾代表中國國民黨當選為第三、四屆立法委員。2001年底立法委員選舉競選連任失利後，已逐漸淡出政壇。